# Хеннинг, Саломон
Саломон Хеннинг (нем. Salomon Henning, 1528, Веймар, Тюрингия — 19 (29) ноября 1589 г., Ване (Wahnen), Курляндия) — помощник и секретарь последнего ландмейстера Ливонского ордена, а затем первого герцога Курляндии и Семигалии Готхарда Кетлера, дипломат, создатель лютеранских церковных уставов Курляндии, автор «Хроники Ливонии и Курляндии с 1554 по 1590 годы» (Lifflendische Churlendische Chronica).

## Жизненный путь
Родился в 1528 году в Веймаре, в семье помещика. Учился в школах в Веймаре, Наумбурге и Цвиккау. До 1553 года изучал право, теологию, древние и новые языки в университетах Виттенберга, Лейпцига, Эрфурта и Йены.
В 1553 году студент-теолог Хеннинг познакомился в Любеке с посланником Ливонского ордена Готхардом Кетлером. Получив должность комтура Динабурга, он пригласил его на должность своего секретаря. Хеннинг участвовал в дипломатических переговорах с вильнюсским воеводой Николаем Радзивиллом, с которым Кетлер сблизился в период своей службы в Динабурге, проникшись симпатиями к польской партии в Ливонском ордене, переживавшем свои последние годы.
После войны коадьюторов Хеннинг был представителем Кетлера в переговорах, результатом которых стало подписание Позвольского мирного договора между Ливонским орденом и Великим княжеством Литовским в 1557 году.
В следующем году в качестве посланника Ордена Хеннинг отправился в Вену на переговоры с императором Священной Римской империи Фердинандом I, чтобы попросить военную помощь против царя России Ивана IV в начале Ливонской войны. Чтобы заручиться поддержкой Польши, Готхард Кетлер обратился к Краковскому двору в 1559 году, отправив Хеннинга на переговоры с королём Швеции Густавом I. Затем он провёл 12 недель в Вильно, обсуждая вассальный договор с королём Польши Сигизмундом II, который наконец был подписан 31 августа.
В 1560 году Хеннинг снова отправился с дипломатическими миссиями к королю Польши Сигизмунду II Августу и архиепископу Риги Вильгельму Бранденбургскому, в Кокенсгаузен.
После подписания Виленской унии в 1561 году, когда Ливония была разделена и Готхард Кетлер стал владетелем созданного отдельно герцогства Курляндии и Семигалии, он назначил Хеннинга своим советником и одним из визитаторов религиозных общин герцогства, переходивших в лютеранство. В 1566 году король Сигизмунд II Август возвёл Хеннинга в дворянское достоинство.
За верную службу Кетлер наградил своего секретаря поместьем в Ване, которое вместе с поместьем Айзупе было крупнейшим земельным владением в окрестностях Кандау. Кроме того, Кетлер даровал своему верному помощнику домовладения в Риге, Ревеле, Кирепе, поместья Вилькемита в Эстонии и Милгравис в Ливонии. Это сделало Хеннинга одним из самых богатых людей в Ливонии.
Хеннинг вместе с лютеранским суперинтендантом А. Эйнгорном и канцлером Курляндского герцогства М. фон Брунновым составил уставы Курземской лютеранской церкви, одобренные Кетлером в 1570 году и ландтагом в 1572 году. Уставы действовали до XIX века. В их основу легли описание порядка богослужений и обрядов из рижского церковного устава, порядок экзаменации и описание обязанностей священнослужителей из мекленбургского устава, некоторые части курляндских уставов пересказывали церковно-практические труды Лютера и Меланхтона. Своеобразие уставов обусловили практические замечания и рекомендации касательно церковной ситуации в Курляндии. Изысканный барочный стиль с обилием красивых фраз, повторов и побочных тем сделал курляндские уставы одним из самых пространных протестантских церковно-канонических документов XVI в.
В 1587 году Хеннинг получил задание герцога бесплатно раздавать церквям и пасторам герцогства изданные в Кёнигсберге с 1586 по 1587 год книги на латышском языке (катехизис, перикопы, песенник).
Хеннинг написал хронику Ливонии и Курляндии, отразив исторические события, свидетелем которых был, а также несколько эссе и стихотворений.
После смерти герцога Готхарда в 1587 году Хеннинг жил в своём поместье Ване и закончил писать хронику, которая была опубликована после его смерти в 1590 году в Ростоке, а затем снова в Лейпциге в 1594 году. В последние годы он также написал книгу «Истинное сообщение о положении церковных дел в Курляндии».
Он умер 29 ноября 1589 года и был похоронен в Ванеской церкви, которую сам и основал. Около 1660 года его останки были перенесены в новую каменную церковь.
Поместье в Ване было разделено между наследниками на отдельные усадьбы в Айзупе, Ване, Вариебе, Сацене. Состоятельная семья со временем исчезла: уже в 1723 году в Ване больше не жил ни один Хеннинг, а полностью род вымер в конце XVIII века.

## Труды
- Henning, Salomon. Lifflendische Churlendische Chronica : was sich vom Jahr Christi 1554 biss auff 1590, in der langwierigen Moscowiterischen und andern Kriegen an nothdrenglicher veränderunge der Obrigheit und Stände in Lieffland seider dess letzten herrn Meisters, und Ersten in Lieffland zu Churland und Semigalln Hertzogen, gedenckwirdiges zugetrage / Salomon Henning, David Chytraeus. — Лейпциг; Рига, 1594 Reprint ca. 1847. (на немецком языке) Оцифрованная версия.
- Henning, Salomon. Salomon Henning's lifflendische churlendische Chronica von 1554 bis 1590; und, Bericht in Religionssachen / Salomon Henning, Theodor Kallmeyer. — Рига : N. Kymmel`s Buchhandlung, 1857. — P. 176 lk.. (на немецком языке) Оцифрованная версия.

## Перевод на современный английский язык
- Хроники Саломона Хеннинга